# 274년

## 연호
- 서진(西晉) 태시(泰始) 10년
- 오(吳) 봉황(鳳凰) 3년

## 기년
- 서진(西晉) 무제(武帝) 10년
- 오(吳) 말제(末帝) 11년
- 신라(新羅) 미추 이사금(味鄒泥師今) 13년
- 고구려(高句麗) 서천왕(西川王) 5년
- 백제(百濟) 고이왕(古爾王) 41년

## 사망
- 12월 30일 - 교황 펠릭스 1세, 26대 로마 교황.